# صالح‌آباد بزرگ
صالح‌آباد بزرگ، روستایی است از توابع بخش مرکزی شهرستان سبزوار استان خراسان رضوی ایران.

## جمعیت
این روستا در دهستان رباط قرار داشته و بر اساس سرشماری سال ۱۳۸۵ جمعیت آن ۳۴۳ نفر (۹۵ خانوار)
بوده است.